# Fajã Grande
Fajã Grande é uma freguesia portuguesa do município das Lajes das Flores, na ilha das Flores, Região Autónoma dos Açores, com 12,55 km² de área e 220 habitantes (censo de 2021). A sua densidade populacional é 17,5 hab./km².
Apesar das sua pequena população, ainda assim é uma das freguesias mais povoadas do município das Lajes das Flores. Situa-se na costa oeste da ilha, a cerca de 17 km da sede do concelho. A paróquia católica correspondente tem São José como orago.

## Demografia
A população registada nos censos foi:
| Distribuição da População por Grupos Etários | Distribuição da População por Grupos Etários | Distribuição da População por Grupos Etários | Distribuição da População por Grupos Etários | Distribuição da População por Grupos Etários |
| -------------------------------------------- | -------------------------------------------- | -------------------------------------------- | -------------------------------------------- | -------------------------------------------- |
| Ano                                          | 0-14 Anos                                    | 15-24 Anos                                   | 25-64 Anos                                   | > 65 Anos                                    |
| 2001                                         | 34                                           | 26                                           | 111                                          | 54                                           |
| 2011                                         | 30                                           | 21                                           | 112                                          | 39                                           |
| 2021                                         | 26                                           | 21                                           | 135                                          | 38                                           |

## A freguesia
Localizada numa extensa fajã da costa oeste da ilha, delimitada do lado de terra pela enorme escarpa da Rocha da Fajã, uma falésia que nalgumas zonas excede os 600 m de altura, e do outro por uma linha de costa baixa e muito recortada, a Fajã Grande é composta por três lugares: a Fajã Grande, centro da freguesia e a sua localidade mais populosa; a Ponta da Fajã Grande, uma povoação sita numa estreita fajã encaixada entre o mar e a base da falésia da Rocha da Fajã, a norte da Fajã Grande; e a Cuada, um povoado sito num planalto a sueste, no limite com a freguesia da Fajãzinha, durante muitos anos deserto, hoje um empreendimento de turismo rural classificado como Conjunto de Interesse Municipal.

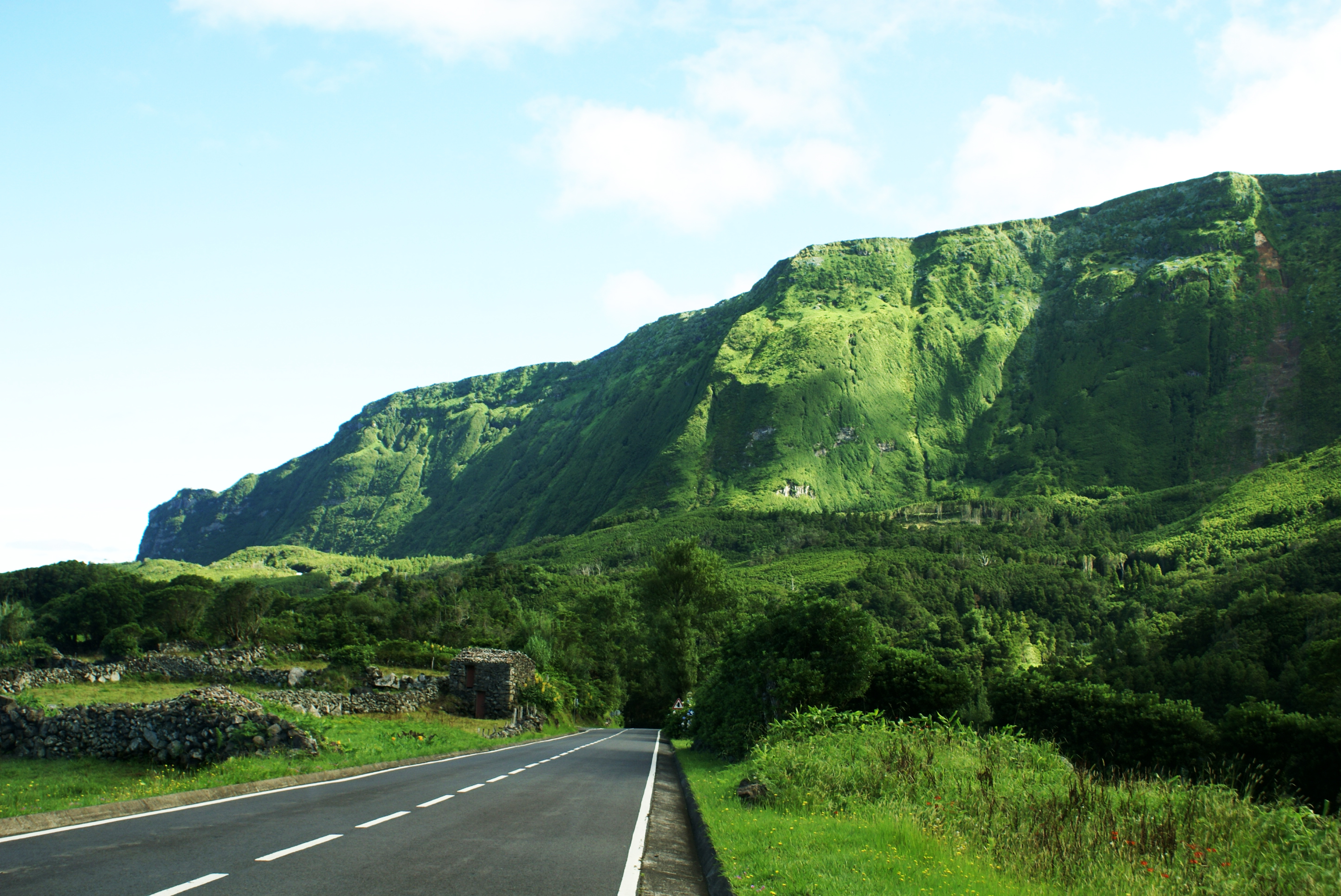
A caminho da Fajã Grande, falésias.

A Fajã Grande confronta com as freguesias de Ponta Delgada das Flores e Fajãzinha e considera-se o lugar mais ocidental de toda a Europa, já que para oeste apenas lhe fica o desabitado ilhéu do Monchique, descrito pelo padre José António Camões, um nativo da Fajã Grande, nos seguintes termos:
Em distancia de uma legoa, pouco mais ou menos, a noroeste da ilha, está um alto ilheo de pedra chamado Monxique, que sendo bem alto (nada menos de vinte braças de altura) há por vêzes mar tão bravo naquella Costa, que o cobre todo, saltando-lhe as ondas por cima.
A Fajã Grande é formada por terrenos detrítico, provenientes da falésia da Rocha da Fajã, produzindo um rico solo, embora pedregoso, o que se alia à abundância de água para fazer dos terrenos da freguesia férteis campos. O abrigo fornecido pela falésia e pela irregularidade do terreno permitiu também a instalação de pomares e de hortas, destacando-se a produção de inhames nos terrenos inundados, considerados os melhores dos Açores. Hoje a maior parte dos terrenos encontra-se abandonada, dada a recessão demográfica que a freguesia sofreu.

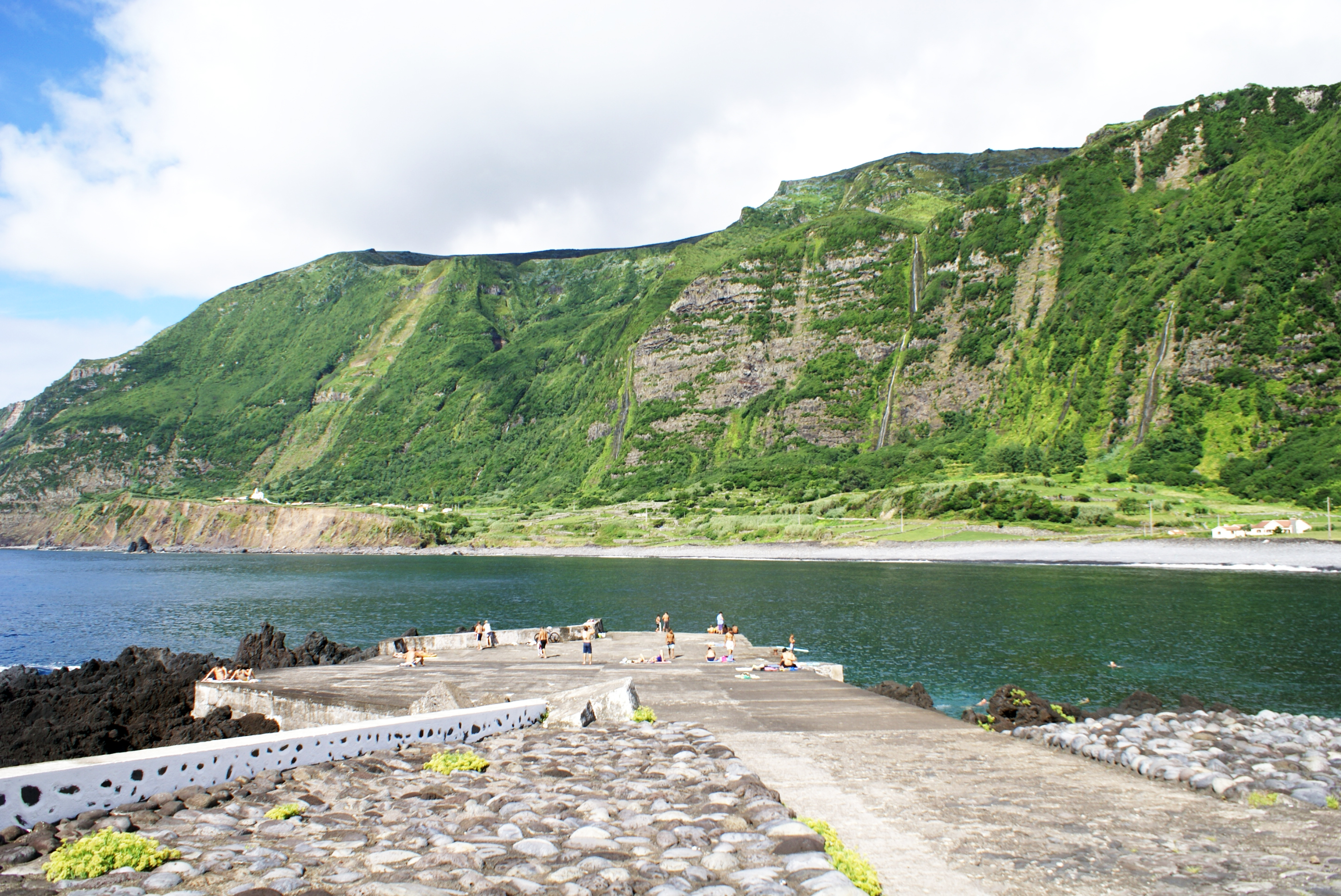
Porto e zona balnear da Fajã Grande.

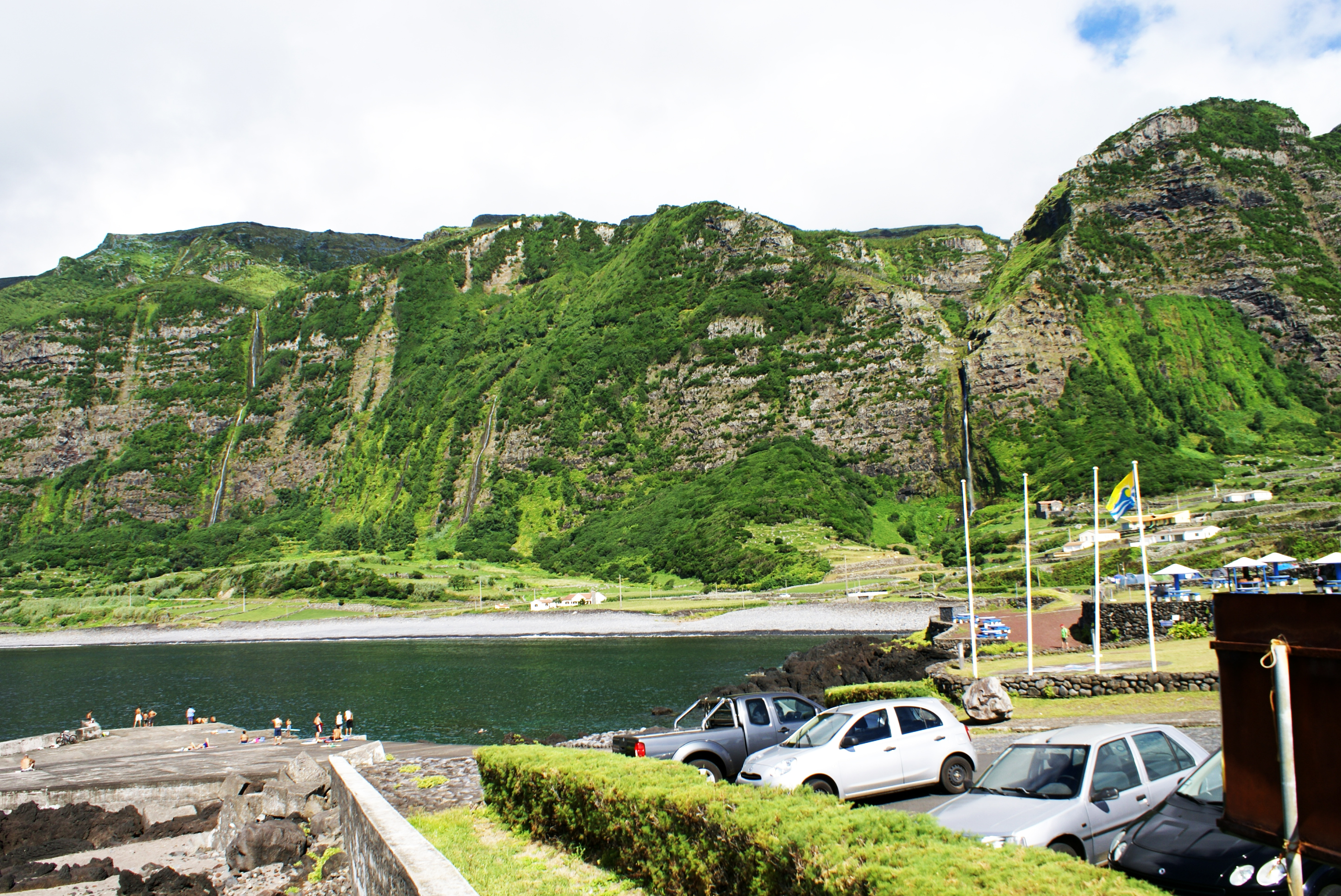
Porto e zona balnear da Fajã Grande.

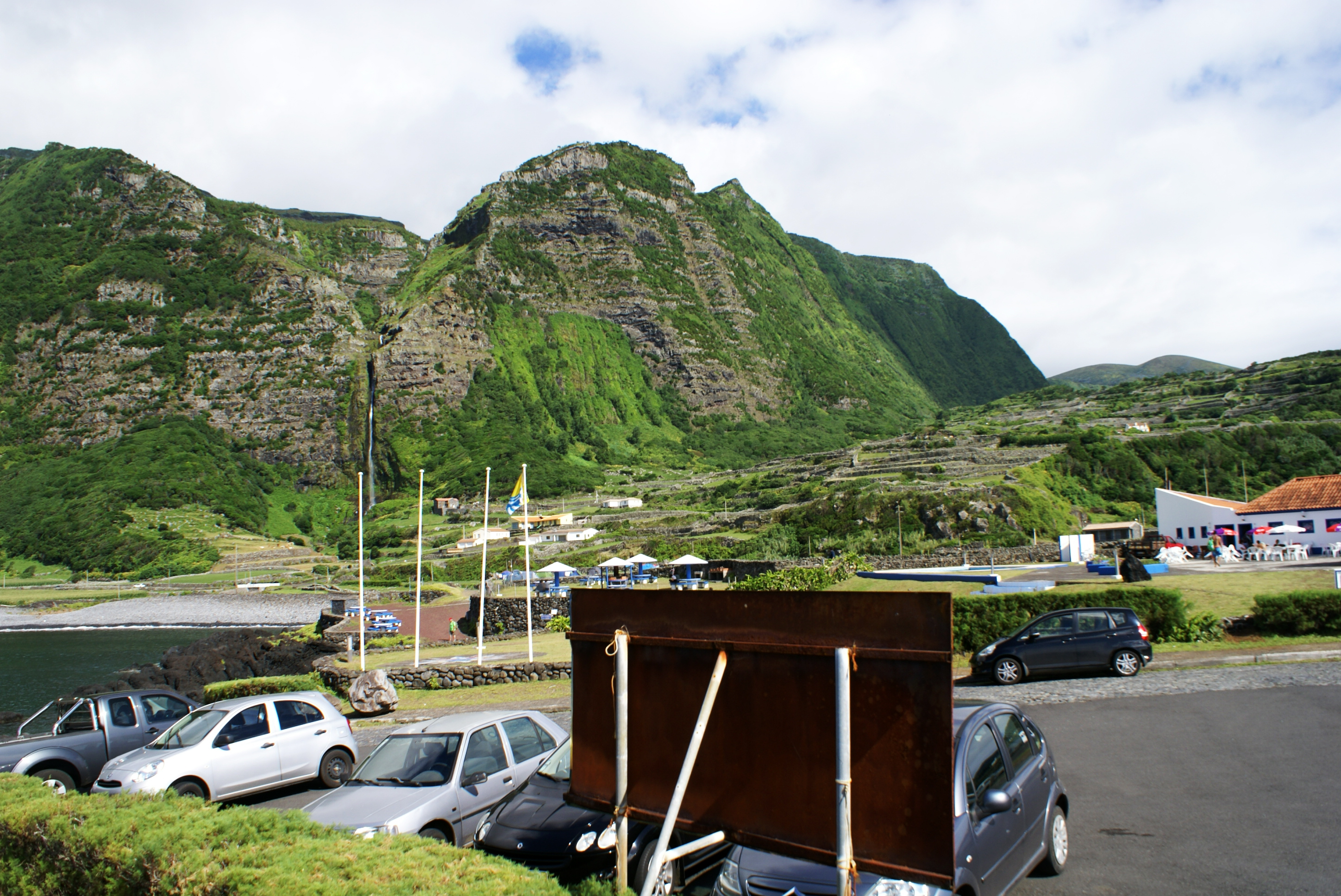
Porto e zona balnear da Fajã Grande.

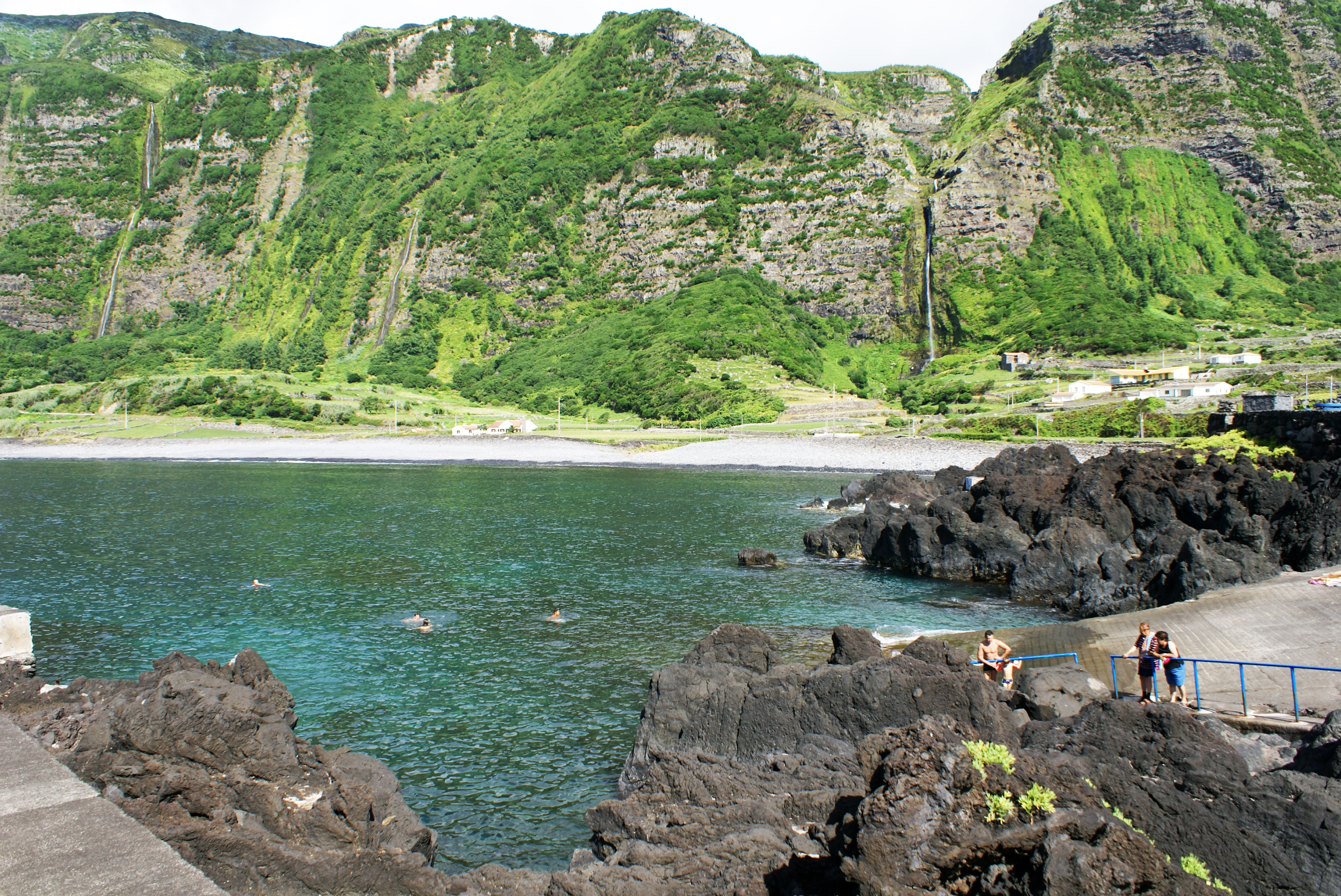
Porto e zona balnear da Fajã Grande.

O porto da Fajã Grande, outrora uma das principais portas de entrada na ilha, encontra-se hoje reduzido a uma zona balnear, sendo apenas ocasionalmente utilizado pelas embarcações locais. Toda a zona que o rodeia, e a enorme praia de calhau rolado que se prolonga até à Ponta, são hoje uma das mais apreciadas estâncias de lazer da ilha, atraindo banhistas e surfistas de toda a ilha. A grande qualidade ambiental e paisagística do local, pese embora algumas casas construídas recentemente que destoam, dão à freguesia um grande potencial como destino turístico. Já surgiram algumas iniciativas na área da restauração e da hotelaria, com destaque para o complexo de turismo rural da Cuada, que fazem antever um rápido crescimento da indústria turística.
A freguesia alberga também alguns do melhores trilhos pedestres dos Açores, com destaque para aqueles que a ligam a Ponta Delgada das Flores.
O lugar da Ponta da Fajã Grande, mais conhecido simplesmente por Ponta, com a sua igreja de Nossa Senhora do Carmo, é uma aldeia de grande beleza e equilíbrio paisagístico, a qual, pese embora a incerteza que sobre ela paira em consequência das restrições legais de habitação impostas na sequência dos desabamentos de 1987, continua a manter cerca de 20 habitantes. Com as suas cascatas a escorrer pelas escarpas abaixo, a Ponta da Fajã Grande é um lugar idílico que teima em manter-se com o carácter próprio e autónomo que criou desde que serviu de fronteira entre as freguesias de Nossa Senhora do Remédios das Fajãs e de São Pedro da Ponta Delgada.
O lugar da Cuada, palavra que deriva de saracotear, ou seja, andar de um lugar para o outro, foi uma povoação que, desde cedo, sentiu o fenómeno da desertificação, tendo ficado desabitada durante algumas décadas. Sita num terraço entre a Fajã Grande e a Fajãzinha, o lugar constitui um conjunto arquitectónico notável, que inclui uma Casa do Espírito Santo, que em 2000 foi classificado como Conjunto de Interesse Municipal pela Resolução n.º 102/2000, de 6 de Julho. Hoje é um interessante e bem preservado povoado, transformado num empreendimento de turismo rural.
Sobre a grande falésia da Rocha da Fajã, acima dos 550 m de altitude, a freguesia prolonga-se por um planalto de superfície irregular, recoberto por grandes turfeiras e florestas de vegetação natural. A região é a mais pluviosa dos Açores, com um total anual que se estima exceda os 4 000 mm, o que explica o grande caudal das ribeiras que se precipitam da falésia. Nesse planalto situam-se três enormes crateras inundadas, formando a Lagoa Funda, com cerca de 108 metros de profundidade, a Lagoa Comprida e a Lagoa Branca. Outra grande cratera forma a Lagoa Seca, uma turfeira apenas ocasionalmente inundada.

## História da freguesia
A costa ocidental das Flores terá começado a ser desbravada em meados do século XVI, com os primeiros núcleos populacionais estáveis a surgirem nas primeiras décadas do século seguinte. Os primeiros povoadores foram capitaneados por João Soares, oriundo da ilha de São Miguel, que se terá fixado no Lajedo.
O povoado cresceu rapidamente, beneficiando da abundância de águas e do fácil acesso ao mar, de tal forma que Gaspar Frutuoso, na sua obra Saudades da Terra, escrevendo no último quartel do século XVI, dá do lugar a seguinte descrição:
Dali a um quarto de légua está uma Fajã, chamada Grande, que dá pão e pastel, em terra rasa, com algumas engradas onde entram caravelas de até cinquenta moios de pão a tomar o pastel que nela se faz, onde também há marisco e pescado de toda a sorte, e no cabo dela está um areal, de meia légua de comprido, em que sempre, anda o mar muito bravo; e dali por diante, a outra meia légua, é tudo rocha talhada, onde se apanha muita urzela, e de muita penedia por baixo, em que se cria infinidade de marisco e grandes caranguejos e desta mesma maneira corre a rocha um tiro de bombarda até uma ponta, que sai ao mar um tiro de arcabuz, com um baixo de pedra, que tem lapas e búzios; e, logo adiante da ponta, se faz uma baía, onde com ventos levantes ancoram navios de toda a sorte e também naus da Índia. No meio deste ancoradouro cai da rocha no mar, a pique, uma grande ribeira.
Apesar de povoada há menos de um século, naquela época a Fajã Grande já era centro de transacções comerciais, chegando mesmo as caravelas da Índia a encontrar ali um desembarcadouro para refresco na sua volta, já que esta era a primeira terra que encontravam ao demandar a Europa vindas da volta do largo. A fertilidade da terra permitia o cultivo do pastel, então a cultura com maior interesse comercial feita nos Açores. O padre António Cordeiro, escrevendo na década de 1720, afirma que as Fajãs já teriam cerca de 80 fogos.
A abundância de água e a facilidade de acesso também faziam da Fajã Grande um dos desembarcadouros preferidos de piratas e corsários, com os quais a população local terá mantido um relação colaborativa, já que isolada do mundo não poderia obviamente defender-se, mas poderia beneficiar com a vende de comestíveis.
O padre José António Camões, relativamente ao porto da Fajã e à sua acessibilidade, afirma:
Continua o baixio até uma pequena enseada a que chamam a Baixa d’Agoa. Continua baixio até chegar ao porto da Fajã Grande, que tem no meio um grande morro chamado o Calhau da Barra. Para dentro do dicto Calhau fica um grande poço de mar chamado o Poção, que dá refúgio aos barcos que entrão com mar bravo.
Foi já estruturado como povoado, e provavelmente sendo um dos lugares mais prósperos da zona, que o lugar da Fajã Grande foi em Julho de 1676, por provisão do bispo de Angra D. frei Lourenço de Castro, desanexado da vila das Lajes das Flores, à qual pertencia apesar da grande distância e maus caminhos, e integrada na então criada paróquia de Nossa Senhora dos Remédios das Fajãs, com sede na igreja de Nossa Senhora dos Remédios da Fajanzinha, mas com jurisdição que abrangia toda a costa oeste da ilha, desde a Ponta da Fajã até ao Mosteiro, englobando assim os lugares de Ponta, Fajã Grande, Caldeira e Mosteiro.
Para constituir a nova freguesia, o lugar da Ponta da Fajã foi desanexado da paróquia de São Pedro de Ponta Delgada, à qual pertencia desde a sua criação, e integrado com o lugar da Fajã Grande na nova estrutura administrativa e eclesiástica. Data pois dessa altura a inclusão na mesma freguesia dos lugares de Fajã Grande e Ponta.
A delimitação da nova paróquia teve lugar nos dias 12 e 13 de Julho daquele ano de 1676, na presença do ouvidor eclesiástico, padre Domingos Nunes Pereira, e do primeiro pároco da nova freguesia das Fajãs, padre André Alves de Mendonça.
Esta divisão administrativa e eclesiástica manter-se-ia por dois séculos, já que só na segunda metade do século XIX, a Fajã Grande obteve a sua autonomia política e religiosa. As primeiras tentativas oficiais de obter a criação de um paróquia autónoma na Fajã Grande datam de 1855, quando em consulta de 28 de Novembro de 1855 a Junta Geral do Distrito da Horta reclama do governo português tal benesse. Não sendo atendida, a mesma entidade volta a insistir em consulta datada de 2 de Dezembro de 1857. Esta opinião era partilhada pelo governador civil, à altura Luís Teixeira de Sampaio, que em relatório datado de 3 de Abril daquele ano de 1857, afirma que a ermida existente tem espaço mais do que suficiente para ser constituída em paroquial e que o lugar distava uma légua da Fajãzinha, estando daquela separado por uma caudalosa ribeira, que no inverno corta completamente as comunicações, pelo que seria um grande serviço feito àqueles povos a criação da nova paróquia. Aliás, reza a tradição, que quando o caudal da Ribeira Grande impedia a passagem para a Fajãzinha, os fiéis reuniam-se na chamada Pedra da Missa, um alto na sua margem direita, e aí permaneciam voltados para a igreja da Fajãzinha, que dali de avista, rezando durante a celebração litúrgica, apenas dispersando quando viam a saída da missa.
Acentuando a importância do lugar, o mesmo governador civil afirma no seu relatório: a Fajã Grande nestes últimos anos tem aumentado em virtude das comunicações com as baleeiras e América e vai tomando o aspecto de uma pequena vila, como não oferece a povoação da Fajãzinha, aonde se acha assente a igreja paroquial, que é uma das melhores da ilha. Este relatório do governador testemunha o desenvolvimento que o crescimento da baleação americana nas águas do Atlântico nordeste e central tinha trazido ao lugar. O porto da Fajã Grande recuperara a sua função de base de refresco para a navegação de alto-mar e tinha-se constituído como uma das mais importantes bases da actividade baleeira americana nos Açores e um lugar de fácil emigração, não obstante o esforço que as autoridades portuguesas punham na sua repressão.
Finalmente, por decreto datado de 4 de Abril de 1861, o rei D. Pedro V de Portugal autoriza a criação da nova paróquia, com os lugares da Ponta, Fajã Grande e Cuada, e sede na igreja de São José da Fajã Grande.
A erecção da nova paróquia, por separação da de Nossa Senhora do Remédios de Fajãzinha, foi feita por alvará do bispo de Angra, D. frei Estêvão de Jesus Maria, datado de 20 de Junho de 1861, instituindo de facto a paróquia de São José de Fajã Grande, incluindo nela as povoações da Ponta e Cuada.
A igreja paroquial de São José da Fajã Grande nasceu como uma pequena ermida da mesma invocação, cuja construção foi iniciada em 1755, sendo benzida a 24 de Maio de 1757. O primeiro enterro na ermida teve lugar em Janeiro de 1758. A actual igreja, construída no sítio da antiga ermida, foi iniciada em 1847, ficando concluída em 1849. O templo foi benzido a 1 de Agosto de 1850. Por legado de um emigrante fajãgrandense na América, de seu nome José Luís da Silveira, a igreja recebeu grandes melhoramentos em 1880.
A freguesia continuou a prosperar durante todo o século XIX, adquirindo uma estrutura urbanística que a diferencia claramente das restantes freguesias rurais dos Açores. A rua principal da Fajã Grande é ladeada por um conjunto de imóveis de traça erudita e com dimensões e qualidade construtiva que atestam bem a riqueza que a emigração para a Nova Inglaterra e a relação com a baleação propiciou. Tinha razão o governador Teixeira de Sampaio ao afirmar que o lugar era uma pequena vila, afirmação, que apesar da séria recessão demográfica da segunda metade do século XX e de o porto ter há muito cessado de receber embarcações da América, ainda hoje é patente na sua arquitectura.
No lugar da Ponta da Fajã foi construída em 1898 a igreja de Nossa Senhora do Carmo, a qual teve durante muito tempo cura próprio (até 1922). O actual templo da Ponta foi beneficiado em 1971. Também no lugar da Ponta foi inaugurada a 28 de Setembro de 1969 uma capela com a invocação de Nossa Senhora de Fátima.
A ocorrência de graves desabamentos de terra registados na zona da Ponta da Fajã no ano de 1987 levou à interdição da zona, a qual pelo Decreto Legislativo Regional n.º 23/89/A, de 20 de Novembro, foi declarada zona de alto risco, ficando expressamente proibido edificar naquela área qualquer tipo de construção, bem como habitar nos imóveis já ali existentes.
Novos desabamentos, verificados no lugar das Covas em 1991, levaram à aprovação pelo parlamento açoriano da Resolução n.º 10/92/A, de 4 de Maio, recomendando medidas para ajudar a ressarcir os prejuízos causados. Apesar disso, a proibição foi ignorada e o lugar continua habitado, nele residindo cerca de 20 pessoas, mantendo-se as habitações em bom estado. Uma recente proposta para levantar a proibição não teve acolhimento.

## Demografia e economia

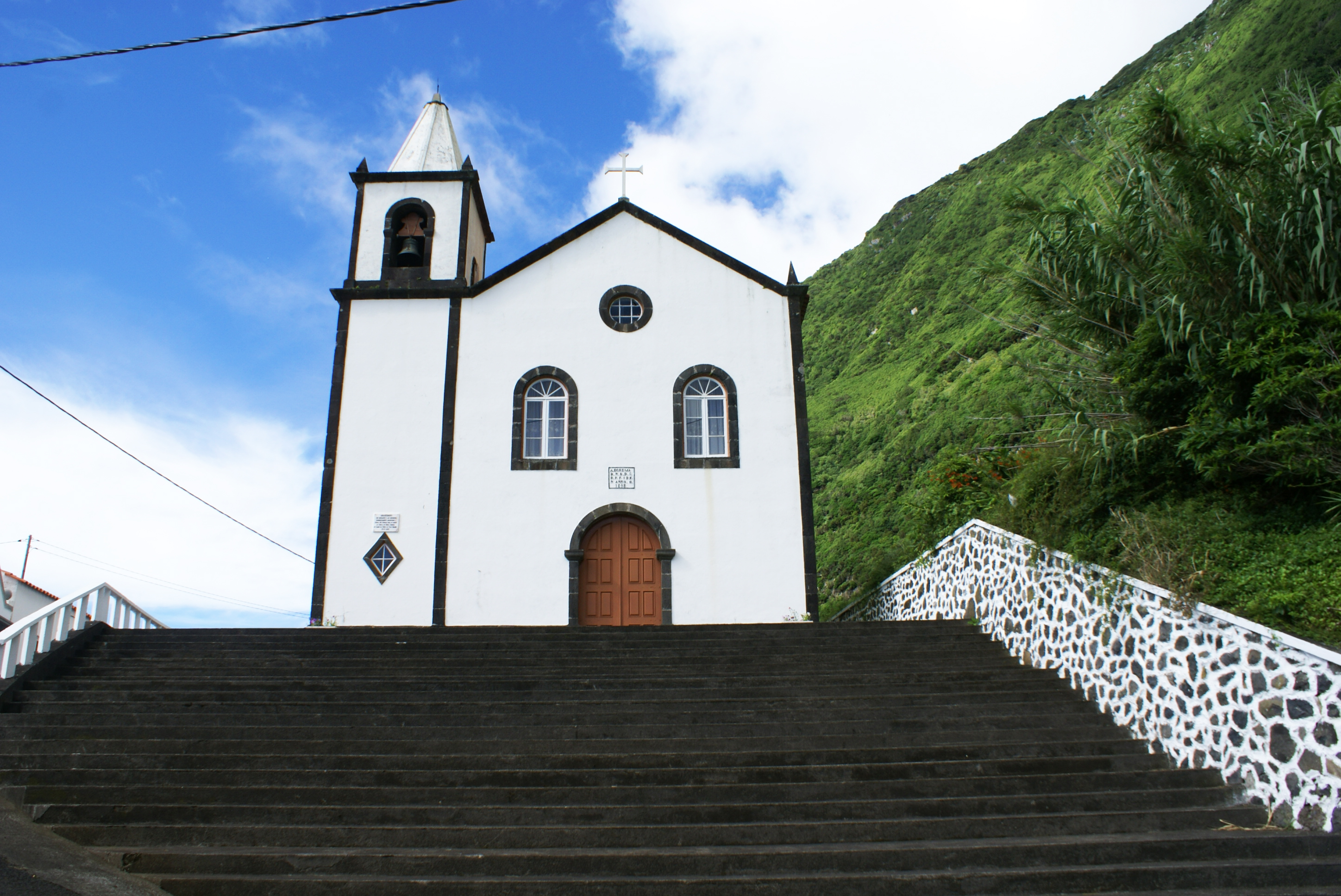
Ermida da Ponta da Fajã Grande.

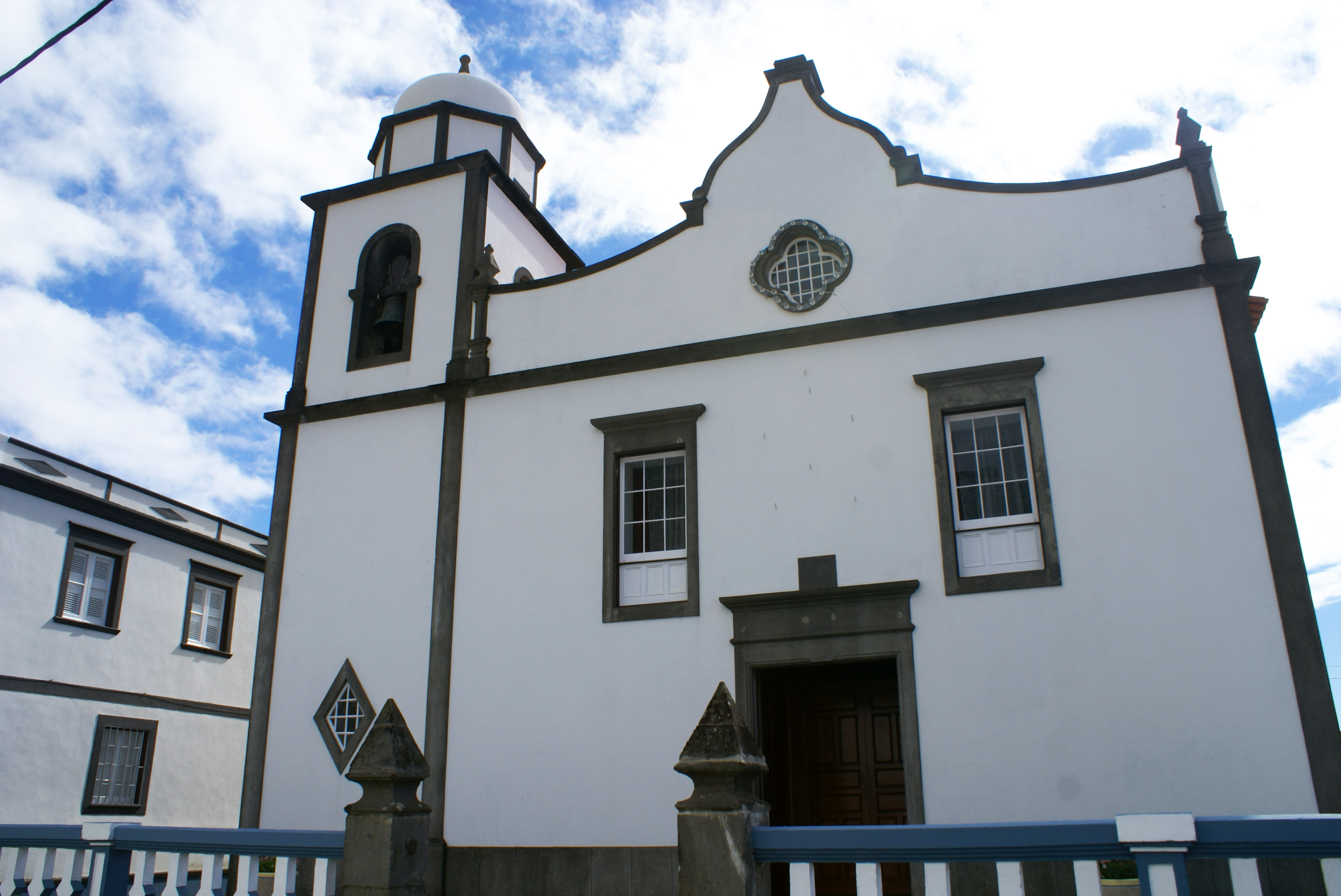
Igreja de São José, Fajã Grande

A freguesia tinha 220 habitantes no censo de 2021, o que faz dela uma das mais populosas do concelho das Lajes das Flores. Durante as décadas de 1960 a 1980, em busca de melhores condições de vida, cerca de 60% da população activa emigrou para os Estados Unidos da América e para o Canadá.
Fajã Grande sempre foi caracterizada pela excelência das suas terras e pelo seu contacto com o mar, não admirando que parte considerável da sua população se ocupe ainda em actividades do sector primário (cerca de 50% da população activa), como a agricultura, a pecuária e a pesca. Contudo, perante os novos desafios da sociedade actual, a actividade dos sectores secundários (20% da população activa), nomeadamente a construção civil, e terciário (20% da população activa), nomeadamente o turismo, o comércio e serviços complementam, hoje, a economia da freguesia.
Como na generalidade do mundo rural açoriano, o associativismo é forte na freguesia, intervindo designadamente na dinamização de áreas como o desporto e a cultura. A Fajã Grande conta com várias colectividades, entre as quais se destacam:
- Tuna Sol Mar da Fajã Grande, criada em 1993, é composta por amantes da arte musical, tocando e cantando as modas regionais e tradicionais da ilha das Flores.
- Filarmónica União Musical Nossa Senhora da Saúde, instituída em 1950, e actualmente composta por 15 elementos, esta Filarmónica quinquagenária divulga a arte musical das Flores por toda a ilha, actuando em festas locais e regionais.
- Casa do Povo de Fajã Grande, possuindo uma moderna sede onde funciona um gabinete de assistência social e um salão polivalente para reuniões e espectáculos.

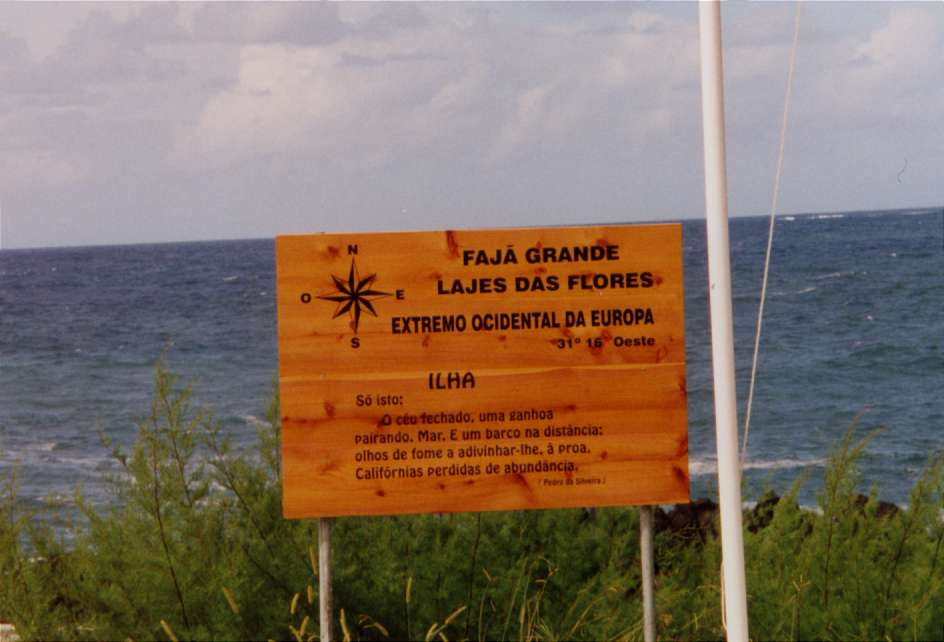
Sinal indicando o "ponto mais ocidental da Europa".

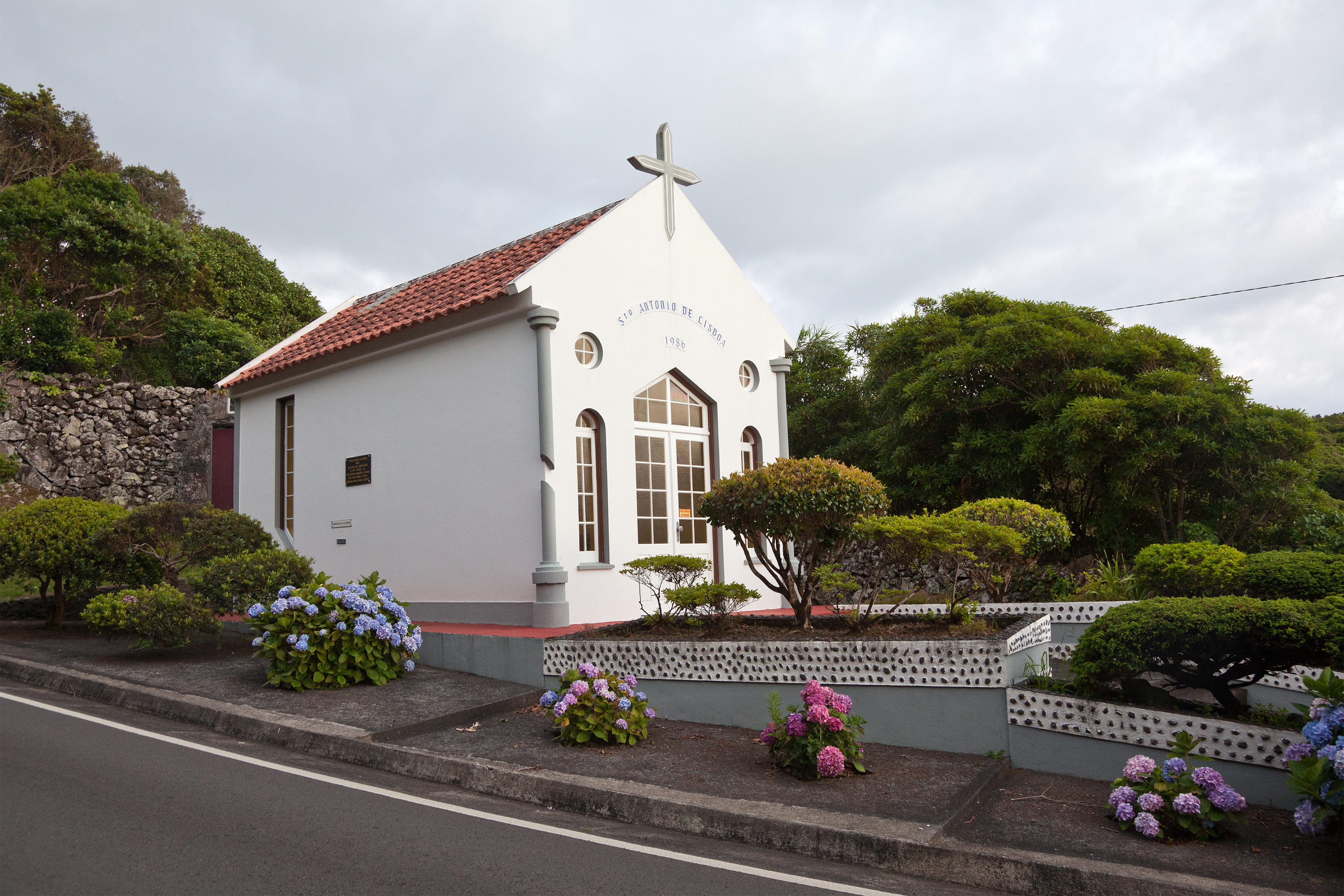
Capela de Santo António, Cuada

Para além do porto e área de lazer adjacente, a freguesia apresenta alguns locais de interesse, nomeadamente:
- Igreja paroquial de São José, edificada em 1868, com sua génese uma primitiva capela com a mesma invocação, erigida em 1755. Este templo possui dois altares no encontro do arco que separa a restante parte do edifício;
- Vigia da baleia, uma cabina empoleirada em cima de um rochedo que se projecta sobre o mar, da qual se goza um estupendo panorama. Em tempos serviu a indústria baleeira, assinalando a presença de cachalotes na zona e coordenando a caça pelos botes baleeiros baseados no porto da freguesia;
- Capela de Santo António, no atalho que conduz à Cuada;
- Casa do Espírito Santo da Cuada, datada de 1841 e teatro da festa homónima no dia de Pentecostes.

A Fajã Grande orgulha-se de ter sido o berço de algumas personalidades que, no seu tempo e à sua maneira, se notabilizaram. De entre esses, destacam-se o padre José António Camões, a quem a toponímia da freguesia dedica um largo; o padre José Luís de Fraga, pelos seus dotes de orador, escritor e músico; o senador André de Freitas; e Pedro da Silveira (1922-2003), crítico literário, historiador e poeta, com múltiplos trabalhos publicados.

## Património construído
- Forte do Estaleiro da Fajã Grande

## Galeria

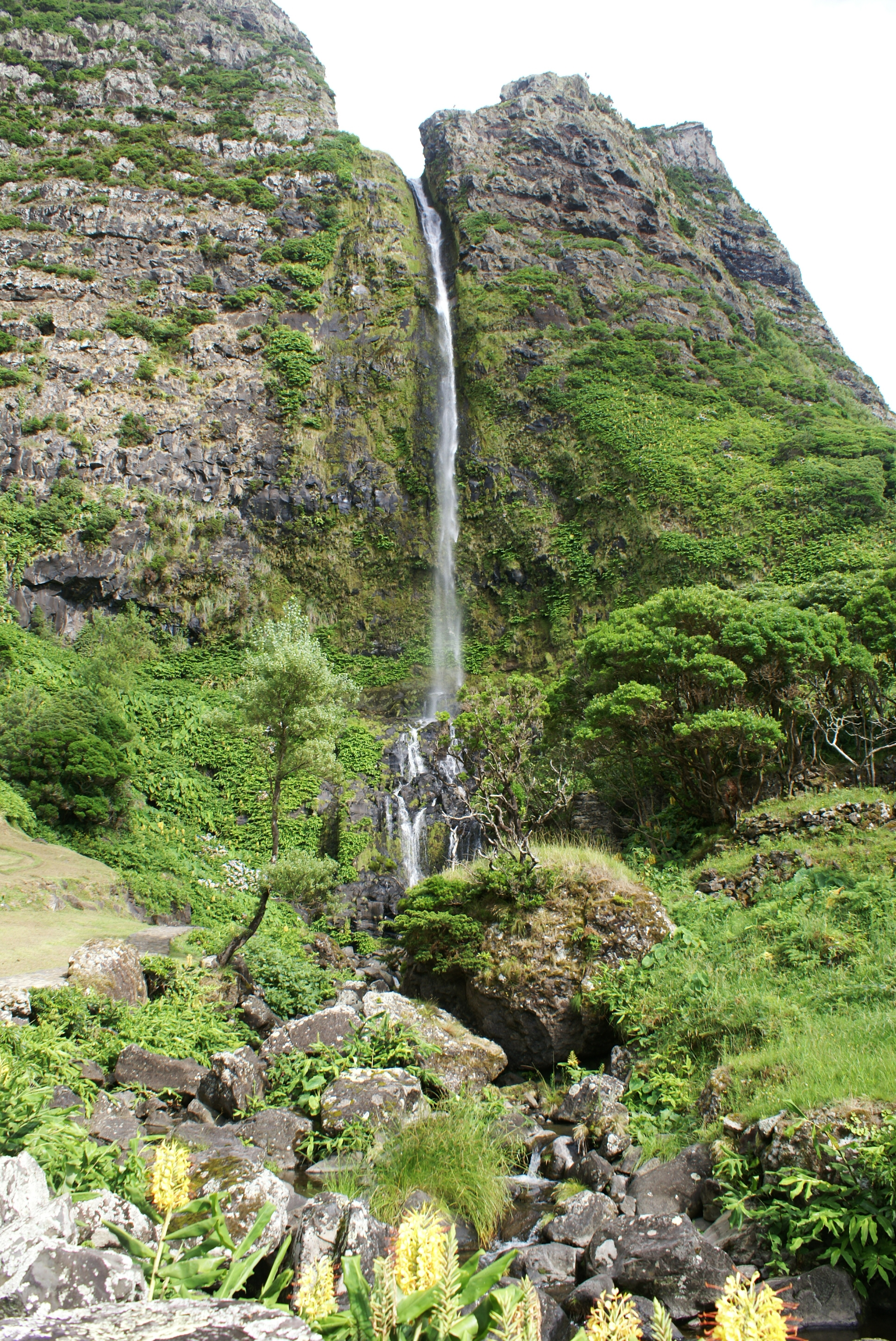
Cascata do Poço do Bacalhau, Fajã Grande
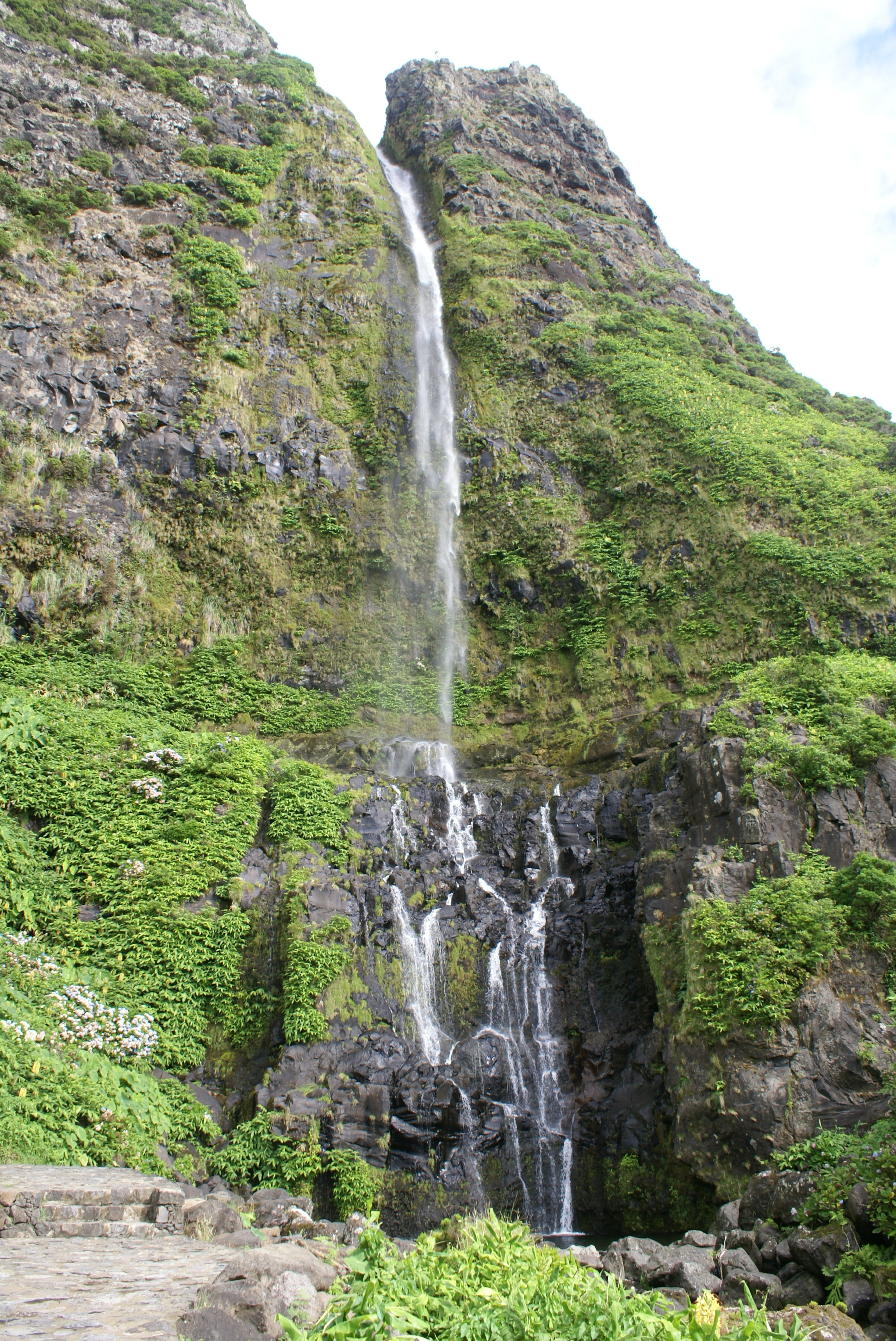
Cascata do Poço do Bacalhau, Fajã Grande
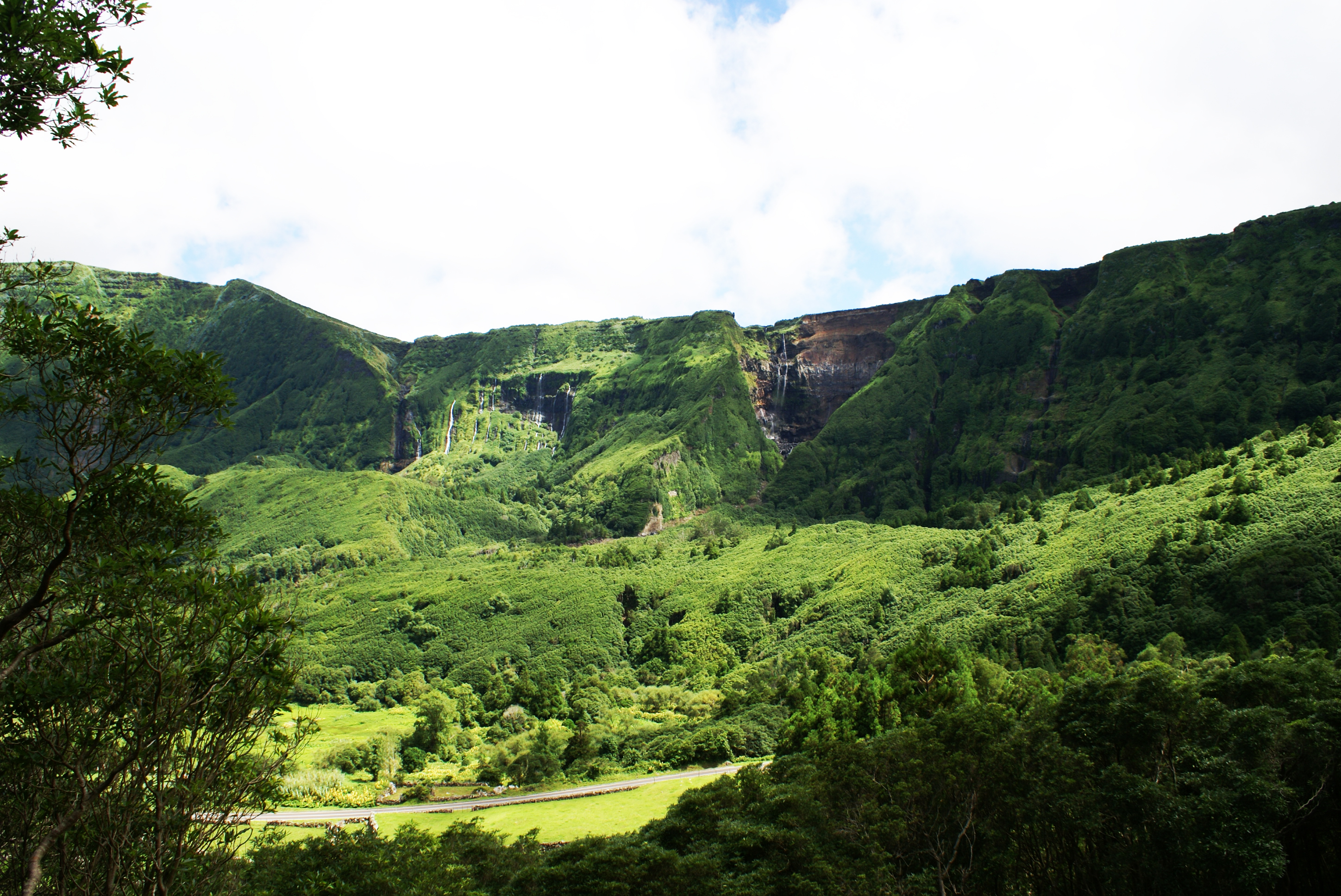
Cascatas da Fajã Grande
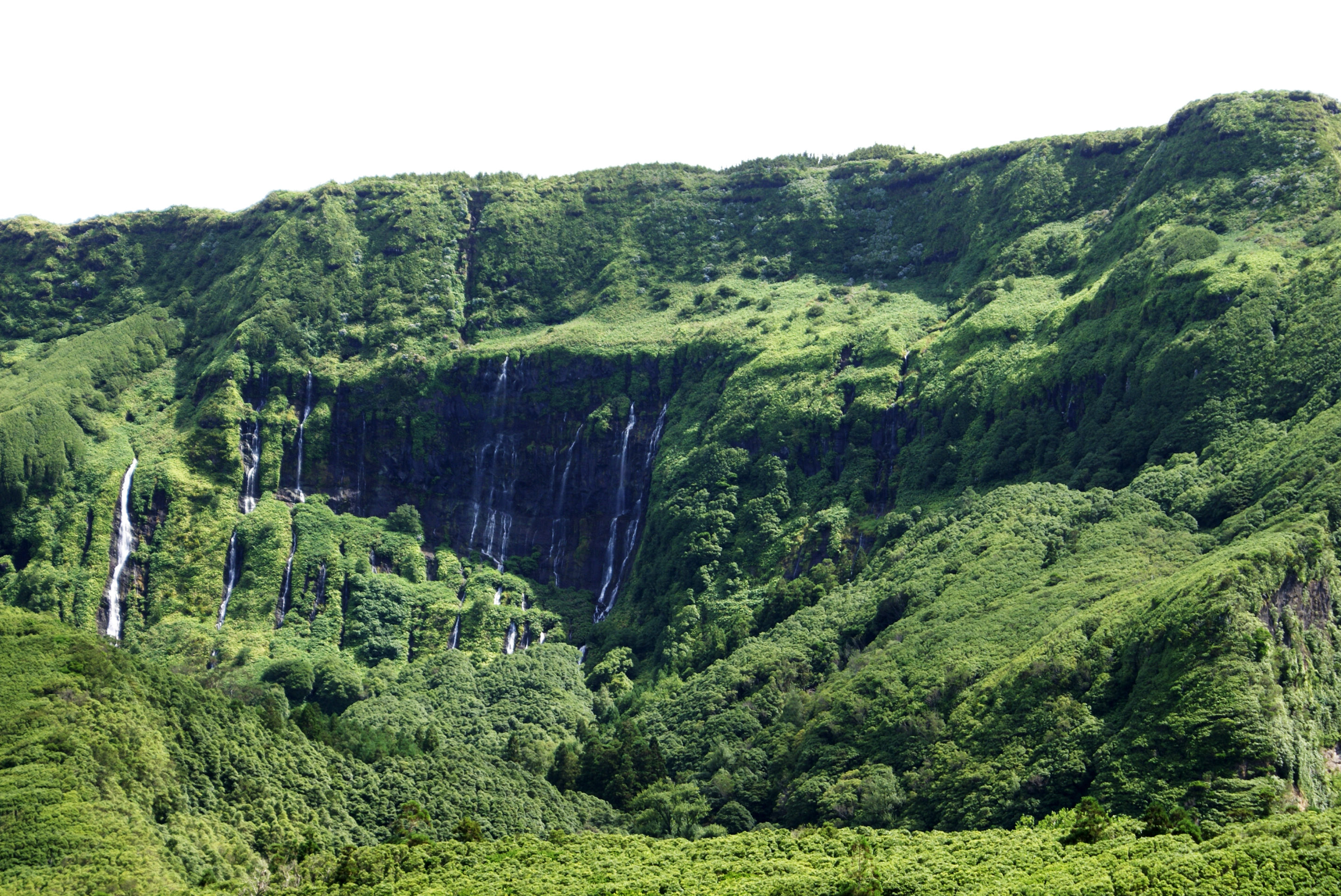
Cascatas da Fajã Grande
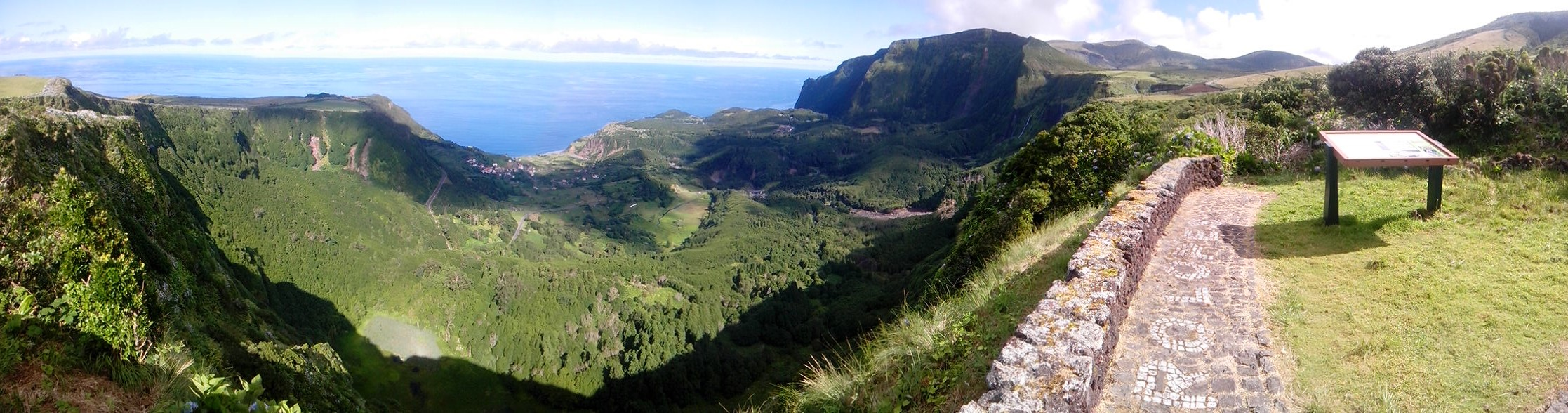